# Стробил

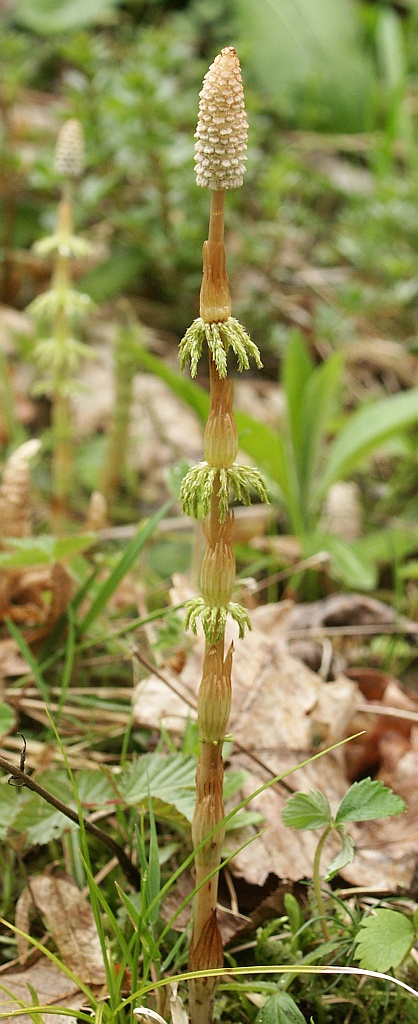
У Хвоща лесного, как и у большинства других хвощевидных, стробилы возникают на концах стеблей

Стро́билы (лат. strobilus от др.-греч. στρόβῑλος — кубарь, сосновая или еловая шишка) — органы размножения некоторых высших растений (плауновидных, хвощевидных, голосеменных); видоизменённые укороченные побеги или части побегов, несущие на себе специализированные листья — спорофиллы, на которых формируются споронесущие органы, называемые спорангии.
У разноспоровых растений различают мегастробилы (женские стробилы) и микростробилы (мужские стробилы). Мегастробилом, или женской шишкой, называют укороченный побег с видоизменёнными листьями — мегаспорофиллами (называемыми также макроспорофиллами), — несущими на себе мегаспорангии (спорангии, на которых образуются мегаспоры). Мегаспорангии семенных растений называются семязачатками.
У представителей отделов плауновидные и хвощевидные стробилы называются спороносными колосками, у представителей голосеменных — шишками. Видоизменённые чешуевидные мегастробилы являются семенной чешуёй шишек хвойных растений.